# Conopophaga lineata
Papa-mosquitos-ruivo, chupa-dente-marrom ou chupa-dente (nome científico: Conopophaga lineata) é uma espécie de ave pertencente à família Conopophagidae. Ocorre no Brasil, Paraguai, Uruguai e Argentina.
Seu nome popular em língua inglesa é "Rufous gnateater".